# Coll (isola)
Coll (in Lingua gaelica scozzese: Cola) è un'isola delle Ebridi Interne, in Scozia.

## Geografia
L'isola, lunga circa 20 km e larga quasi 5 km, è situata ad ovest dell'isola di Mull, le sue spiagge sono sabbiose e caratterizzate da dune. Il punto più elevato dell'isola è il Ben Hogh, nella parte sudoccidentale, che raggiunge un'altitudine di 104 m s.l.m.
Così come la vicina isola di Tiree Coll gode di un clima insospettabilmente mite data la latitudine, beneficia infatti del passaggio della Corrente del Golfo.

## Insediamenti
L'insediamento principale è il villaggio di Arinagour situato sulla costa orientale, la popolazione totale dell'isola ammonta a circa 160 persone.
- Acha (in Lingua gaelica scozzese: An t-Achadh).[1] Un insediamento agricolo situato 3 km a sud-ovest di Arinagour.[2]
- Arileod (Àirigh Leòid).[1] Situato sulla costa occidentale 4 km a sud-ovest di Arinagour.[3]
- Arinagour (Àirigh nan Gobhar).[1] L'insediamento principale dell'isola, situato sulla costa orientale nella parte più interna di un piccolo golfo chiamato Loch Eatharna.[4]
- Arnabost (Àrnabost).[1] Situato a circa 2 km a nord-ovest di of Arinagour; sulla congiunzione fra le strade tra Sorisdale, Clabhach e Arinagour.[5]
- Ballyhaugh (Baile Hogh).[1] Si trova sulla parte settentrionale della Hough Bay; 3 km ad ovest di Arinagour.[6]
- Bousd (Babhsta).[1] Circa 4 km a nord-est di Arinagour.[7]
- Clabhach (A' Chlabaich).[8] Sulla costa nord-occidentale circa 3 km a nord-ovest di Arinagour.[9]
- Crossapol (Crosabol).[8] Si trova sulla costa sud-occidentale.[10]
- Totronald (Tobhta Raghnaill). Sulla costa occidentale, 4 km a sudovest di Arinagour.[11]
- Uig (Ùig).[12] Circa 0,5 km a nord est della parte interna di Loch Breachacha.[13]